# 青野太潮
青野 太潮（あおの たしお、1942年 - ）は、日本の神学者、聖書学者。西南学院大学名誉教授。専門分野は新約聖書学、原始キリスト教史。

## 来歴
静岡県生まれ。静岡県立静岡高等学校卒業。国際基督教大学（ICU）教養学部人文学科卒、東京大学大学院人文科学研究科西洋古典学専攻博士課程中退。スイス・チューリッヒ大学神学部博士課程修了、神学博士。同年西南学院大学神学部に奉職。助教授、教授（新約学）、神学部長。2013年定年退任、名誉教授。
平尾バプテスト教会協力牧師。2009年より2017年まで日本新約学会会長。

## 主張
青野の主張の中で、下記の内容が主要な点である。
- パウロは十字架を贖罪論として語ってはおらず、むしろさしあたっては否定的に、弱さ、愚かさ、つまづき、のろい、として受け止められる。そしてそれが強さ、賢さ、救いとして救済論的に解釈されるのは逆説的にのみ可能であったとする。

- 新約聖書において同じ文中に十字架と贖いは出て来ず、贖いと結合して出てくるのは死である。そのためパウロ書簡において十字架と死は区別されているとする。例としてローマ4:25,5:8-9,8:32,第一コリント1:30,第二コリント5:21,ガラテア1:4などの箇所が挙げられ、いずれも贖いと十字架が結合して出てくることはない。私が繰り返して強調してきたように、新約聖書の全体において、「キリストの十字架」と「キリストの死」とは、決して単純に同じ意味をもっているのではない。つまり両者は交換可能ではない、ということである。なぜならば、後者の「死」は贖罪についての議論に直結しているのに対して、前者の「十字架」は、一度たりとも贖罪として解釈されることはないからである。人口に膾炙している「キリストは十字架にかかってわたしたちの罪のために死んでくださった」というような言い方は、実は新約聖書のどこを探してもない。おそらくキリストの十字架は、それを直接的に私たちのための贖罪として解釈するのには、あまりに悲惨なものでありすぎたのであろう。「十字架」は、常に愚かさであり、躓きであり、弱さであり、そしてガラテア3:13(キリストは私たちのために呪いとなって、私たちを律法の呪いから贖い出して下さった。というのも[次のように]書かれているからである。木にかけられる者はすべて呪われている。)の「木」について語られているように、律法による呪いであった。しかし、さしあたっては否定的に見える十字架も、パウロによって逆説的に肯定的なものへと逆転させられていく。人間にはどんなにそれが悲惨で弱々しく見えようとも、神はそれを肯定的に見ている。そして、それでいいのだ、そこにこそ神は「然り」を言っているのだ、と解釈する逆説である。 — 『「十字架の神学」の展開』165-166ページイエスは、私たちの罪過のゆえに[死へと]引き渡され、そして私たちの義のために[死者の中から]起こされたのである。 — ローマ人への手紙4章25節（岩波訳）しかし神は、私たちがまだ罪人であった時に、キリストが[まさにその罪人である]私たちのために死んで下さったことによって、私たちに対する自らの愛を示されたのである。それゆえに私たちは、今や彼の血において義とされたのだから、さらにいっそう彼をとおして[神の]怒りから救われることであろう。 — ローマ人への手紙5章8-9節（岩波訳）自らの子をも惜しまずに、むしろ私たちすべての者のためにその彼を引き渡した方が、どうして彼と共にすべてのものを私たちに[恵みとして]賜らないことがあろうか。 — ローマ人への手紙8章32節（岩波訳）その神によってこそ、あなたがたはキリスト・イエスのうちに在る者なのである。そのキリストは、私たちにとって、神からの知恵、すなわち「義と聖と贖いと」になられたのである。 — コリント人への第一の手紙1章30節（岩波訳）[その神は]罪を知らない方を、私たちのために罪とされたのである。それは私たちが、その彼にあって神の義となるためである。 — コリント人への第二の手紙5章21節（岩波訳）そのキリストは、私たちの罪のためにご自身を与えられた。それは、私たちの父なる神の意志に従って、私たちを現在の悪の世から解放するためである。 — ガラテヤ人への手紙1章4節（岩波訳）

- イエスの十字架は例えばガラテヤの信徒への手紙3章1節では「十字架につけられた」の部分がギリシャ語で継続の意味を表す完了形になっており、「十字架につけられてしまったままのキリスト」と訳すべきであると主張している。[5]

- 復活に関しても同様に現在完了形であることを指摘し、キリストの復活とはイエスが人々のうちに臨在し続けることだとしている。[3]さてパウロは、この「信仰義認」の現実へと彼の同胞であるユダヤ人たちが立ち返っていくことを、「死人たちからの生命」(ローマ11:15「もしも彼らが投げ捨てられたことが世界の和解と[なったのだと]するなら、[彼らが]受け容れられることは、死者たち[の中]からの生命以外の何[を意味するであろうか]。」)と呼んだ。もちろんそこでは、「死人からのよみがえり」と同じことが考えられているとしてよいであろう。そしてこの「復活」について考える時、ここまで述べてきたことが、「復活」に関しても妥当していることが言えることを、以下に述べたいと思う。私は前稿において、通常われわれはイエス自身が「復活」ということをどうとらえていたのか、ということについてあまりに無関心ではないか、ということを述べた。そしてマルコ12:26-27(「死人たちが起こされることについては、あなたたちはモーセの書の「柴藪」のくだりで、神が彼にこう言われたのを読んだことがないのか、この私がアブラハムの神、イサクの神、ヤコブの神[である]。神は死人たちの神などではなく、生ける者たちの神だ。あなたたちはひどく誤っている。」)から、すでにモーセよりも四百年以上も前に死んだアブラハムやイサク、ヤコブたちは、決して死んでしまったのではなくて、今生きているのだ、しかもことは死者の復活との関係で考えられているのであるから、彼らはまさにすでによみがえっているのだ、そして神はそれゆえにこそ生きている者たちの神だと言えるのだ、とイエスは考えていたのだ、と結論づけた。 — 『「十字架の神学」の展開』71-72ページ

- パウロ書簡と福音書の関係は相違点が語られる場合が多いが、マルコによる福音書におけるイエスとパウロの間には連続性があるとしている。

## 著書
- 『「十字架の神学」の成立』（ヨルダン社） 1989
- 『見よ、十字架のイエス 神の逆説的な働き』（中川書店） 1992
- 『どう読むか、聖書』（朝日選書） 1994
- 『十字架につけられ給ひしままなるキリスト 説教・講演集』（コイノニア社） 2004
- 『「十字架の神学」の展開』（新教出版社） 2006
- 『「十字架の神学」をめぐって 講演集』（新教出版社、新教新書） 2011
- 『最初期キリスト教思想の軌跡 イエス・パウロ・その後』（新教出版社） 2013
- 『パウロ 十字架の使徒』（岩波新書） 2016
- 『どう読むか、新約聖書 - 福音の中心を求めて』（ヨベル〈ヨベル新書〉） 2020
- 『どう読むか、聖書の「難解な箇所」 - 「聖書の真実」 を探究する』（ヨベル〈ヨベル新書〉） 2022

### 共編
- 『聖書学の方法と諸問題』（木幡藤子共編、日本基督教団出版局、現代聖書講座2） 1996

## 翻訳
- 『神は言葉のなかへ E.シュヴァイツァー説教集』（ヨルダン社） 1980
- 『EKK新約聖書注解XVIII ピレモンの手紙』（P・シュトゥールマッハー、教文館） 1982
- 『立ちつくす神 E.シュヴァイツァー滞日説教・講演集』（ヨルダン社） 1983
- 『唯一神か三一神か ユダヤ教とキリスト教の対話』（P・ラピデ, J・モルトマン、松見俊共訳、ヨルダン社） 1985
- 『山上の説教』（E・シュヴァイツァー、片山寛共訳、教文館、聖書の研究シリーズ） 1989
- 『ブルトマン著作集 9 聖書学論文集 3』（天野有共訳、新教出版社） 1994
- 『新約聖書 4 パウロ書簡』（岩波書店） 1996